# Roberto Lückert
Roberto Lückert León (ur. 9 grudnia 1939 w Maracaibo, zm. 16 czerwca 2024 tamże) – wenezuelski duchowny katolicki, arcybiskup Coro w latach 1998–2016.

## Życiorys
14 sierpnia 1966 otrzymał święcenia kapłańskie.
27 kwietnia 1985 został mianowany biskupem diecezjalnym Cabimas. Sakry biskupiej udzielił mu 29 czerwca 1985 ówczesny arcybiskup Maracaibo – Domingo Roa Pérez.
21 lipca 1993 papież Jan Paweł II mianował go biskupem diecezji Coro. Po podniesieniu diecezji do rangi metropolii został jej pierwszym metropolitą.
25 października 2016 przeszedł na emeryturę.